# 인텔 개발자 포럼
인텔 개발자 포럼(영어:  Intel Developer Forum, IDF)은 전 세계 하드웨어 및 소프트웨어 개발자들이 인텔 제품과 기술에 대해서 토론을 하기 위한 모임이다. 첫 인텔 개발자 포럼은 1997년에 개최되었으며 일반적으로 춘계 개발자 포럼과 추계 개발자 포럼이 열린다. 봄에는 중화인민공화국의 베이징에서 개최되고 가을에는 미국의 샌프란시스코에서 개최된다. 대한민국에서는 2005년 11월 3일 서울 삼성동 코엑스 인터콘티넨탈 호텔에서 열렸다.

## 2007 행사
- 2007년 4월 17-18 - 중화인민공화국 베이징
- 2007년 9월 18-20- 미국 샌프란시스코
- 2007년 10월 15-16 - 중화민국 타이베이

## 2008 행사
- 2008년 4월 2-3 - 중화인민공화국 상하이
- 2008년 8월 19-21 - 미국 샌프란시스코
- 2008년 10월 20-21 - 중화민국 타이베이

## 2009 행사
- 2009년 4월 8-9 - 중화인민공화국 베이징
- 2009년 9월 22-24 - 미국 샌프란시스코
- 2009년 11월 16-17 - 중화민국 타이베이

## 2010 행사
- 2010년 4월 13-14 - 중화인민공화국 베이징
- 2010년 9월 13-15 - 미국 샌프란시스코

## 같이 보기
- 인텔 마이크로프로세서 목록
- X86